# Marduix Teatre
Marduix Teatre és una companyia de teatre de titelles creada el 1976 amb seu a Sant Esteve de Palautordera.
Fundada el 1976 per Jordi Pujol i Joana Clusellas, provinents de la música i les arts plàstiques respectivament. Al llarg dels anys, les obres de Marduix Teatre han mantingut el seu compromís amb la llengua i la cultura catalanes, entenent el teatre de titelles com a mostra de la cultura d'arrel.
Han actuat per tot Catalunya, les Illes Balears, País Valencià i Catalunya Nord, a més de diferents ciutats d'Espanya i Itàlia. També han fet actuacions a Bèlgica, França, Polònia, Txèquia, Portugal i Luxemburg.
Alguns dels seus espectacles principals han estat:
- El mariner de Sant Pau
- Tirant lo Blanc
- El Garrofer de les tres taronges (Homenatge a Joan Miró)
- Frederic, i tu què fas?
- Et regalo la lluna

El 2018 rep la Creu de Sant Jordi.